# Normandina pulchella
Normandina pulchella, auch Schönes Muschelschüppchen, ist neben Normandina acroglypta die einzige Flechtenart ihrer Gattung aus der Familie der Verrucariaceae.

## Merkmale
Das Lager wird durch hellgraue bis hell blaugraue, rundliche bis nierenförmige Schüppchen gebildet, deren Ränder ringsum aufgebogen und teilweise sorediös sind. Sie stehen zerstreut bis gedrängt und ihr Durchmesser liegt meist zwischen 1 und 2 Millimetern. Fruchtkörper (Perithecien) sind sehr selten, fast kugelig, schwarz und in das Lager eingebettet.

## Lebensraum und Verbreitung
Normandina pulchella bevorzugt milde, niederschlagsreiche, ozeanisch geprägte Gebiete. Die Art kommt weltweit in gemäßigten Zonen und entsprechenden Lagen der Tropen vor. In Europa ist sie vom Mittelmeerraum über Zentral- und Westeuropa bis nach Skandinavien bekannt. Sie wächst überwiegend auf leicht saurer Rinde von Laubbäumen und sitzt dort typischerweise auf Moosen auf (besonders Lebermoosen der Gattung Frullania).

## Sonstiges
Die Bryologisch-lichenologische Arbeitsgemeinschaft für Mitteleuropa benannte Normandina pulchella als Flechte des Jahres 2024. Die Art zeigt Ausbreitungstendenzen, die insbesondere auf verbesserte lufthygienische Bedingungen zum Ende des 20. Jahrhunderts zurückgeführt werden (hauptsächlich die erhebliche Reduzierung der Emissionen saurer Schwefelverbindungen).